# Oudeland (Harmelen)
Oudeland is het deel van Harmelen, waar het eerst bewoning mogelijk was.
Het Oudeland was een nederzetting gelegen in een meander van de Oude Rijn bij Harmelen op de noordelijke oever. Het was in tegenstelling tot de nederzettingen in de omgeving geen cope-ontginning, maar een vestiging op een stroomrug van de Rijn. Het gebied werd later in het noorden begrensd door de Breudijk. Het gebied vormde samen met een gedeelte van de polder Gerverscop en een deel van de polder Breudijk het gerecht Indijk en Oudeland. In tegenstelling tot het gerecht Harmelen behoorde dit gerecht tot het gewest Holland.
Op 1 januari 1821 ging het gebied als deel van de gemeente Indijk over naar de provincie Utrecht, waarna het op 13 januari deel ging uitmaken van de gemeente Harmelen.